# Dizionario del Diavolo
Il Dizionario del Diavolo è un irriverente e cinico vocabolario scritto da Ambrose Bierce, giornalista e scrittore statunitense. La prima pubblicazione risale al 1906, il titolo originale era The Cynic's Word Book, ossia Il vocabolario del cinico, e rinominato poi nel 1911 The Devil's Dictionary.
Attraverso le definizioni e gli aforismi contenuti nell'opera, l'autore punta il dito contro i difetti e l'ipocrisia della società statunitense della fine del XIX secolo, verso la religione la politica e la morale del tempo.
- Adorazione: venerare aspettandosi qualcosa in cambio
- Pace: nel diritto internazionale si definisce così un periodo di inganni reciproci compreso fra due fasi di combattimento aperto

L'autore si rivolge al pubblico "verso" il quale il dizionario è destinato: Anime illuminate che preferiscono i vini secchi a quelli dolci, la sensibilità al sentimento, lo spirito all'umorismo e l'inglese corretto al gergo.